# Río Negro (Uruguay)
Pour les articles homonymes, voir Río Negro.
Le río Negro (en français : rivière Noire) est une rivière d'Uruguay. C'est la rívière la plus importante de l'intérieur du pays, avec une longueur de 750 kilomètres. Il prend sa source dans le sud du Brésil, et constitue avec l'Ibicuí brésilien, l'affluent principal du río Uruguay.

## Bassin hydrographique
Son bassin versant est délimité par la Cuchilla de Haedo au nord-ouest et par la Cuchilla Grande au sud-est. Il occupe une surface de 70 714 km2, essentiellement en territoire uruguayen. 

## Géographie
Le río Negro naît dans le Nudo de Santa Tecla, en territoire brésilien, dans l'État du Rio Grande do Sul. Traversant intégralement l'Uruguay, il divise le pays du nord-est vers le sud-⁸ouest en deux parties presqu'égales : la partie nord, qui comprend 6 départements, et la partie sud (légèrement plus étendue), qui comprend les 13 départements restants.
Son cours sert de frontière aux départements de Rivera, Tacuarembó et Río Negro — situés sur sa rive droite — avec les départements de Cerro Largo, Durazno, Flores et Soriano — situés sur sa rive gauche —. Il sépare de même deux grands alignements de collines; au nord-ouest, la Cuchilla de Haedo et, au sud-est, la Cuchilla Grande.
Il se jette dans le río Uruguay en rive gauche, et possède de nombreux méandres. 
Sur son cours ont été édifiés trois barrages : de Bonete, de Baygorria et de Palmar, qui forment d'importants lacs artificiels. Les études concernant l'approvisionnement en eau et en électricité hydraulique commencèrent déjà en 1904, sous la direction de l'ingénieur Víctor Sudriers. Ces retenues régulent le débit de la rivière, qui auparavant était très irrégulière et causait des inondations parfois catastrophiques. Leurs centrales hydroélectriques, 
associées à la centrale binationale de Salto Grande, constituent la base de l'approvisionnement électrique du pays.
Plusieurs ponts importants ont été construits sur la rivière, qui permettent le passage des 
routes 2, 3, 5, 6 et 26. Grâce à eux, un terme a été mis à la vieille division du territoire uruguayen en deux parties mal reliées, ce qui avait eu une incidence notable depuis l'époque coloniale jusqu'au milieu du XXe siècle.

## Affluents
- Le río Tacuarembó
- Le río Yi

## Villes traversées
Les principales villes situées sur ses rives sont San Gregorio de Polanco sur le lac artificiel de Rincón del Bonete, Paso de los Toros, Mercedes, chef-lieu du département de Soriano, et Santo Domingo de Soriano, construite à proximité de l'embouchure de la rivière dans le fleuve.

## Hydrométrie - mesure des débits à Palmar
Le débit du río Negro a été observé pendant 70 ans (1910-1979) à Palmar, là où un grand barrage a été inauguré en 1980 sur le cours de la rivière, à 72 km en amont (à l'est) de la ville de Mercedes, donc à une bonne centaine de kilomètres du confluent avec le fleuve Uruguay. 
À Palmar, le débit annuel moyen ou module observé sur cette période a été de 722 m3/s pour un bassin versant de 67 709 km2, soit quelque 95 % de la totalité de celui-ci.
La lame d'eau écoulée dans le bassin versant de la rivière atteint ainsi le chiffre de 336 millimètres par an, ce qui peut être considéré comme assez élevé.
Le río Negro apparait comme un cours d'eau pas trop irrégulier qui présente deux saisons bien marquées. Il ne faut cependant pas oublier que le débit a été fortement régularisé par la construction des barrages en amont, dont l'un (celui de Bonete) a un volume de quelque 8,8 milliards de mètres cubes. 
Les hautes eaux, correspondant à l'hiver et surtout au printemps austral, se déroulent de mai à octobre inclus. Dès le mois de novembre, le débit de la rivière baisse fortement, mais garde un débit fort appréciable durant la saison des basses eaux qui a lieu de novembre à mars.
Le débit moyen mensuel observé en janvier (minimum d'étiage) atteint 313 m3/s, soit même pas quatre fois moins que le débit moyen du mois d'août (1 147 m3/s), ce qui témoigne de l'amplitude relativement modérée des variations saisonnières. Avant la construction du premier barrage (Bonete fut inauguré en 1945), le débit mensuel minimal a été de 0 m3/s, tandis que le débit mensuel maximal s'est élevé à 6 231 m3/s.

## Économie
La rivière est très importante pour l'Uruguay puisqu'elle alimente en eau potable tout le pays, permet la navigation sur une grande partie de son cours et fournit la majorité de l'électricité nécessaire au pays grâce aux barrages de Bonete, de Baygorria et de Palmar, qui forment par la même occasion des lacs artificiels très importants.